# Halo (cântec de Depeche Mode)
Halo este o piesă a formației britanice Depeche Mode. Piesa a apărut pe albumul Violator, în 1990.